# Erik Fisher
Erik Fisher (ur. 21 marca 1985 w Ontario, Oregon, Stany Zjednoczone) – amerykański narciarz alpejski.
Znalazł się w reprezentacji Stanów Zjednoczonych na Igrzyska w Vancouver. Startował na treningu do zjazdu - został jednak zdyskwalifikowany, za ominięcie bramki. W konkursie nie wystartował.